# Promecidius chalybeatus
Promecidius chalybeatus is een keversoort uit de familie boktorren (Cerambycidae). De wetenschappelijke naam van de soort werd voor het eerst geldig gepubliceerd in 1872 door Fåhraeus.